# Chlorure de terbium(III)
Le chlorure de terbium(III) est un composé chimique de formule TbCl3. A l'état solide, TbCl3 possède la structure en couche de YCl3. Le chlorure de terbium(III) forme souvent un hexahydrate.

## Préparation
L'hexahydrate de chlorure de terbium(III) peut être obtenu par la réaction de l'oxyde de terbium(III) et de l'acide chlorhydrique :
Tb2O3 + 6 HCl → 2 TbCl3 + 3 H2O
Il peut aussi être obtenu par réaction directe entre les éléments :
2 Tb + 3 Cl2 → 2 TbCl3

## Propriétés
Le chlorure de terbium(III) est une poudre blanche hygroscopique. Il cristallise dans la structure cristalline orthorhombique du bromure de plutonium(III) avec un groupe d'espace Cmcm (No. 63),. Il peut former un complexe Tb(gly)3Cl3·3H2O avec la glycine.

## Applications
L'hexahydrate jour un rôle important comme activateur des phosphores verts des tubes cathodiques TV et est également utilisé dans les lasers spéciaux et comme dopant dans les dispositifs à l'état solide.

## Risques
Le chlorure de terbium(III) provoque une hyperémie de l'iris.
Les conditions/substances à éviter sont : la chaleur, les acides et les fumées acides.